# Francisco Facello
Francisco Fabián Facello (Cosquín, Córdoba, Argentina; 11 de enero de 2003) es un futbolista argentino. Juega como lateral derecho en el Club Atlético Belgrano de la Primera División de Argentina. 

## Trayectoria
Promovido al primer equipo de Belgrano luego de su participación en la Reserva que finaliza subcampeón del Torneo de Reserva 2023.
Debutó como profesional el 18 de julio de 2023 ante Rosario Central por la fecha 27 de la Liga Profesional ingresando desde el banco de suplentes. Su debut como titular se produjo el 3 de agosto de 2023 ante Claypole por los dieciseisavos de Copa Argentina 2023.

## Clubes
| Club     | País      | Período   | PJ | Anotado |
| -------- | --------- | --------- | -- | ------- |
| Belgrano | Argentina | 2023-act. | 13 | 0       |